# Списък на реките в Китай
Огромната територия на Китай глобално попада в 4 водосборни басейна: на Тихия океан, на Индийския океан, на Северния Ледовит океан и Вътрешни безотточни области.
Около 60% от територията на страната принадлежи към Тихоокеанския водосборен басейн, като тук протичат най-големите китайски реки Яндзъ, Хуанхъ, Хейлун (Амур) и Ланканг (Меконг). От своя страна Тихоокеанския водосборен басейн се поделя на водосборните басейни на отделните морета: Охотско, Японско, Жълто, Източнокитайско и Южнокитайско.
Останалите около 40% от територията на Китай се поделя съответно на Вътрешни безотточни области – около 33%, водосборен басейн на Индийския океан – около 5% и водосборен басейн на Северния Ледовит океан – около 2%. Вътрешните безотточни области в Китай са множество, но като цяло могат да бъдат разпределени на 5 подобласти: Джунгарска равнина, Таримска равнина, пустинята Гоби, високопланинската Цайдамска котловина и десетките малки затворени котловини в Тибетската планинска земя. Тук най-големите реки са Или, Тарим, Яркенд, Шулехъ.
Водосборния басейн на Индийския океан обхваща крайните югозападни райони на Китай, като към него принадлежат горните течения на реките Ну (Салуин) (от басейна на Андаманско море, Ярлунг Цагпо (Брахмапутра) (от басейна на Бенгалския залив) и Инд (от басейна на Арабско море).
В крайния северозападен ъгъл на страната протича горното течение на река Иртиш, принадлежаща към водосборния басейн на Северния ледовит океан.
В списъка на реките на Китай са описани 103 от най-големите реки в страната, подредени по водосборни басейни. Започва се от реките от първи порядък, вливащи се директно в съответното море, след тях със съответния отстъп следват реките от 2-ри, 3-ти и т.н. порядък, като са подредени от устието нагоре по течението на реката от по-висок порядък. За всяка река от 2-ри порядък нататък е показано дали е ляв (→) или десен (←) приток на реката с по-висок порядък, нейната дължина (в km) и площта на водосборния басейн (в km²). За реките протичащи и извън пределите на страната в скоби е показана нейната дължина на територията на Китай, а когато няма сведения след дължината ѝ е поставена звездичка (*). За по-големите реки отдясно на списъка е добавена схематична карта на водосборния басейн на съответната река.

## Водосборен басейн наОхотско море
- Хейлун (黑龙江) (Амур) 2824 (1858), 1 855 000
  - ← Усури (乌苏里江) 897 (450), 193 000
    - → Мулинхъ (穆棱 河) 577, 18 500
    - → Сунгача (松阿察 河) 210*, 25 600

  - ← Сунгари (松花江) 1927, 524 000
    - → Хуланхъ (呼兰河) 532, ?
    - ← Мудандзян (牡丹江) 725, 38 909
    - → Нендзян (嫩江) 1370, 244 000
      - ← Генхъ (甘 河) 446, ?
      - ← Чол (绰尔河) 610, 24 000

  - ← Хумархъ (呼玛河) 435, 23 900
  - ← Аргун (额尔古纳河) 1620*, 164 000
    - ← Дербул (德尔布尔河) 250, 5770
    - ← Генхъ (根河) 300, 13 800
    - → Керулен (克鲁伦河) 1264 (174), 116 400, влива се в езерото Далайнор, по време на пълноводие изтича от езерото и се влива в Аргун
      - ← Халхингол 233*, 17 000

## Водосборен басейн наЯпонско море
- Суйфън (绥芬河) (Раздолная) 245 (54), 16 830
- Тумъндзян (图 们 江) (Туманган, Туманная) 549*, 41 200

## Водосборен басейн наЖълто море
- Ялудзян (鸭绿江) (Амнокан) 813*, 61 900, влива се в Западнокорейския залив

- Ляохъ (辽河) 1345, 232 000
  - → Тайдзихъ (太子 河) 464, 13 900
  - ← Силяохъ (西 辽河) 829, 147 000
    - → Шара Мурен (西拉 木 伦 河) 380, 30 000
- Далинхъ (大 凌河) 435, 23 837
- Луанхъ (滦 河) 877, 44 900
- Хайхъ (海河) 102, 280 000
  - ← Уейхъ (潍 河) 600, ?
  - → Юндинхъ (永定河) 747, 47 016
    - → Байхъ (白河) 560, ?

- Хуанхъ (黃河) 5464, 752 000
  - ← Лохъ (洛河 (南)) 421, 19 200
  - ← Уейхъ (渭河) 818, 107 000
    - → Дзинхъ (泾 河) 455, 45 000
    - → Лохъ (洛河 (北)) 680, 26 900

  - → Фънхъ (汾河) 694, 39 417
  - ← Удинхъ (无 定 河 / 無 定 河) 490, 30 000
  - ← Таохъ (洮河) 673, 25 527
- Хуайхъ (淮河) 813, 187 000, влива се в езерото Хундзеху, а от там изтича или в Жълто море или е ляв приток на Яндзъ
  - → Инхъ (颍 河) (沙颖) 561, 36 651
  - → Хунхъ () 443, 12 500

## Водосборен басейн наИзточнокитайско море
- Яндзъ (Чангдзян 长江; в гортого течения Дзинша 金沙江 и Тунтян 通天河) 6300, 1 808 500
  - ← Гандзян (Дзянси) (赣 江) 760, 82 000, влива се в езерото Поянху
  - ← Синдзян (湘水) 312, 16 800, влива се в езерото Поянху
  - → Ханшуй (汉江 или 汉水) 1532, 174 300
  - ← Сяндзян (湘江) 801, 95 000, влива се в езерото Дунтинху
  - ← Дзъдзян (Дзъ) (资 江) 653, 28 100, влива се в езерото Дунтинху
  - ← Юандзян (沅江) 1033, 89 163, влива се в езерото Дунтинху
  - ← Удзян (巫 水) 1018, 86 200
  - → Дзялиндзян (嘉陵江) 1119, 160 000
    - ← Фудзян (涪江) 665, 28 900
    - ← Байлундзян (白龙江) 576, 31 800

  - → Тодзян (沱江) 655, 27 500
  - → Миндзян (岷江) 793, 134 000
    - ← Дадухъ (大渡河) 1062, 92 000

  - → Ялундзян (雅砻江) 1673, 128 444
- Фучуньцзян (钱塘江), (Река Синан, 新安江) 494, 54 349
- Оудзян (Джъндзян) (瓯 江) 388, 18 028
- Миндзян (闽江) 577, 60 922

## Водосборен басейн наЮжнокитайско море
- Хандзян (韩江) 410, ?
- Сидзян (Си) (西江) 2272, 409 470
  - → Дундзян (Донг) (东江) 523, 32 300
  - → Бейдзян (Бей) (北江) 468, 46 710
  - → Гуйдзян (Гуй) (桂江) 437, ?
  - → Людзян (柳江) 724, 57 900
  - → Хуншуйхъ (Червена река) (红 水河) 638, ?
    - ← Бэйпандзян (北 盘 江) 449, ?

  - ← Юйдзян (Юй) (鬱江) 1152, ?
- Юан (元 江) (Хонгха, Червена река) 1149*, 143 700
  - → Нанвен (南 温 河) (Ло) 470*, 39 000
  - ← Да (李仙江) (Черна река) 910*, 53 900
- Ланканг (澜沧江) (Меконг) 4350*, 810 000

## Водосборен басейн наАндаманско море
- Ну (怒江) (Салуин) 2820*, 325 000
- Иравади 2170 (извън пределите на Китай), 415 000 (част от водосборния басейн е в пределите на Китай)

## Водосборен басейн наБенгалския залив
- Река Ганг 2700 (извън пределите на Китай), 1 060 000 (част от водосборния басейн е в пределите на Китай)
  - → Река Ярлунг Цангпо (ཡར་ ཀླུངས་ གཙང་ པོ་, 雅鲁藏布江) (Брахмапутра) 2896*, 651 334
    - ← Субансири (西巴 霞 曲) 442*, 32 640
    - → Лхаса (སྐྱིད་ཆུ་; 拉薩河) 450, 26 000
    - ← Нянгчу (ཉང་ ཆུ, 尼 洋 曲) 217, 11 130
    - → Коси 300 (извън пределите на Китай), 86 900 (част от водосборния басейн е в пределите на Китай)
    - → Гхагхара (格尔纳利 河) 1080*, 127 950

## Водосборен басейн наАрабско море
- Sênggê Zangbo (སེང་ གེ ། ་ གཙང་ པོ, 狮泉河) (Инд) 3180*, 960 800
  - → Панджнад
    - → Langqên Zangbo (གླང་ཆེན་ གཙང་ པོ, 象 泉河) (Сатледж) 1370*, 395 000

## Водосборен басейн наКарско море
- Об 3647 (извън пределите на Китай), 2 990 000 (част от водосборния басейн е в пределите на Китай)
  - → Иртиш (额尔齐斯河) 4248 (525), 1 643 000

## Джунгарска равнина
- Урунгу (乌伦 古河) 725*, 35 400, влива се в езерото Улюнгур
- Манас (玛纳斯 河) 402, 4056, влива се в езерото Манас
- Или 1001 (186), 140 000, влива се в езерото Балхаш
  - ← Каш (喀什 河) 350, 10 000
  - → Текес (特克斯 河) 438*, 29 600
  - ← Кунгес 258, 3532
- Емел (Емин) 250*, 21 600, влива се в езерото Алакол
- Боротала 250, ?, влива се в езерото Еби Нур

## ПустиняГоби
- Жошуй (Едзингол) 900, 78 600, влива се в езерото Гашун Нур

## Таримска равнина
- Шулехъ 670, 41 300, губи се пустинята Такламакан
- Черчен (Циемо) 725, ?, губи се в пустинята Такламакан
- Керия 519, 18 300, губи се в пустинята Такламакан
- Хайдъкгол (Кайду) 610, 22 000, влива се в езерото Баграшкьол
- Кончедаря 550, 184 400, изтича от езерото Баграшкьол и периодично се влива или в езерото Лобнор или отляво в река Тарим
- Тарим 1321, 951 500, периодично се влива в езерото Лобнор или се губи в пустинята Такламакан
  - ← Хотан 1035, 43 600
    - → Каракаш (река на Черния нефрит) (黑 玉 江) 740, 19 983
    - ← Юрункаш (река на Белия нефрит) (白玉江) 450, 14 575

  - → Аксу 282 (197), 12 900
  - Яркенд (средна съставяща на Тарим) 1097, 98 900
    - → Кашгар 765 (685), 30 800

## Цайдамска котловина
- Голмудгол 215, 18 648
- Бух Гол 380, ?, влива се в езерото Цинхай (Кукунор)